# Edu Krieger
Eduardo Lyra Krieger (nome artístico Edu Krieger, Rio de Janeiro, 5 de fevereiro de 1974) é um compositor, instrumentista e cantor brasileiro, reconhecido como um dos mais talentosos da atual geração da música popular brasileira. Possui canções gravadas por Maria Rita (“Ciranda do mundo”, “Maria do Socorro”, “Novo amor”), Ana Carolina (“Pra tomar três”, "Combustível", "Pole Dance", "Resposta da Rita", "Libido", todas compostas em parceria com a cantora), Maria Gadu (“No pé do vento”, parceria de Edu com Gadu) , Roberta Sá (“Novo amor”), Teresa Cristina (“Guardo em mim”, composta em parceria com a sambista), Aline Calixto (“Saber ganhar”), entre várias outras, além de uma parceria com o arquiteto Oscar Niemeyer, no samba “Tranquilo com a vida”. Outros intérpretes de suas canções são Pedro Luís e a Parede, Fagner, Pedro Miranda, Ryta de Cássia, Moyseis Marques (com quem compôs vários sambas), Trio Nordestino, Ara Ketu, Bangalafumenga, Falamansa, Casuarina e Rastapé.
Seu primeiro disco, lançado em 2006, foi premiado pela Associação Paulista dos Críticos de Arte na categoria “revelação da MPB”, além de indicado ao Prêmio Rival Petrobras de Música na categoria artista revelação e listado entre os dez melhores álbuns do ano pelo jornal O Globo. Já o segundo CD, intitulado “Correnteza”, contou com participações especiais de João Donato e Rildo Hora. Atualmente, prepara o lançamento de um novo disco inspirado na junção do funk carioca com a MPB e vem desenvolvendo um trabalho direcionado para a internet, onde divulga suas canções através de vídeos, como “Resposta Ao Funk Ostentação”, que obteve quase um 1,5 milhão de visualizações no YouTube.
Desde 2016, Edu Krieger assina a direção musical e se apresenta no espetáculo “MPB – A Era dos Festivais”, ao lado de Nina Wirtti e Marcelo Caldi.

## Vida
Filho do compositor erudito e maestro Edino Krieger - sendo, por conseguinte, de ascendência multiétnica - iniciou a carreira musical aos sete anos de idade, cantando no Coro Infantil do Teatro Municipal do Rio de Janeiro, sob regência de Elza Lakschevitz. Estreou como compositor no teatro, quando passou a criar trilhas sonoras para inúmeras montagens dirigidas por nomes como Tim Rescala e Pedro Paulo Rangel, entre outros. Assinou a direção musical do espetáculo "Mãe Coragem", de Bertolt Brecht, em 1993, com direção geral de Mônica Alvarenga, vencedor do prêmio de melhor espetáculo do III Festival Carioca de Novos Talentos.
No ano seguinte, foi diretor musical e pianista da peça "A Geração Trianon", de Anamaria Nunes, com direção geral de Djalma Thürler, indicada para o prêmio de Melhor Trilha Sonora do VIII Festival de Teatro de Blumenau. Venceu em 1995 o prêmio de Melhor Trilha Sonora Original no XVIII Guarnicê de Cine-Vídeo do Maranhão, com o curta-metragem "Geraldo Voador". Destacou-se no cenário artístico em 1998 ganhando outro prêmio, o Shell de Melhor Trilha Sonora, por suas composições para a peça "O Auto da Compadecida", de Ariano Suassuna, dirigida por Antônio Abujamra..
Fez parte, como baixista e compositor, da banda de forró Paratodos, com a qual excursionou ao lado de artistas como Elba Ramalho, Alceu Valença e Geraldo Azevedo. Tocando baixo elétrico, violão de sete cordas e cavaquinho, participou do CD "Cantando a História", lançado em 2003 pelo grupo vocal Garganta Profunda. Também nesse ano, participou do CD "Estação Brasil", de Zé Ramalho, tocando violão de sete cordas.
Após o lançamento de dois discos solo, Edu Krieger tem se voltado basicamente para o trabalho de compositor e realizando shows com canções de sua autoria. Ficou também conhecido no meio carnavalesco após alcançar o bicampeonato do Concurso Nacional de Marchinhas Carnavalescas da Fundição Progresso, em 2009, com “Bendita baderna”, e 2011, com “Nossa fantasia”. As canções foram proclamadas vencedoras após votação popular promovida pelo Programa Fantástico, da Rede Globo. Em 2013 e 2012 foi um dos jurados do concurso.
Edu Krieger compôs músicas para filmes como “O Palhaço (sob direção de Selton Melo) e trabalhou como diretor musical do programa “Lady Night, comandado por Tatá Werneck no canal Multishow, além de ter sido roteirista dos programas Zorra e Tá no Ar: a TV na TV, exibidos pela Rede Globo, onde atualmente faz parte da equipe de roteiristas do Caldeirão com Mion. 

## Discografia[12]
- (2009) Correnteza (Edu Krieger), Biscoito Fino
- (2006) Edu Krieger (Edu Krieger), Independente

## Obra[13]
- A Escada
- A Lua é Testemunha
- A Mais Bonita de Copacabana
- Amor de São João
- Batendo
- Ciranda do Mundo
- Clareia
- Como Plural (com Roberta do Recife)
- Correnteza
- Desafio
- Desculpe, Neymar[14]
- Desestigma
- Deus Conserve Para Sempre Meu Bom Senso Temperado a Pitadas de Loucura
- Ela entrava
- Ela Mora Longe
- Feira Livre (com Raphael Gemal)
- Flor
- Galileu
- Graziela
- Lama sem alma
- Linha da Fé
- Maria do Socorro
- Novo Amor
- Passarinho Cantador (com Accioly Neto)
- Quando Ela Jurou
- Quando Ela Ri
- Resposta ao funk ostentação
- Rosa de Açucena
- Saber Ganhar
- Serpentina (com Marcelo Caldi)
- Sobre as mãos (com Zé Paulo Becker)
- Temporais (com Geraldo Azevedo)
- Vai Me Dizer
- Volta para Você